# Angeline Favre
Angeline Favre, née le 4 juillet 2000 est une escrimeuse suisse, pratiquant l'épée.

## Biographie
En 2020, lors de la Coupe du monde junior, elle remporte à Dijon la demi-finale face à Veronika Bieleszova (no), puis la finale face à l'Italienne Gaia Traditi.
Elle remporte la médaille de bronze des championnats d'Europe 2024 à Bâle. L'année suivante, elle remporte la médaille d'argent par équipes des championnats d'Europe 2025 à Gênes avec Pauline Brunner, Fiona Hatz et sa sœur Aurore Favre

## Palmarès

### Championnats d'Europe
- Médaille d'argent par équipes aux championnats d'Europe 2025 à Gênes
- Médaille de bronze en individuel aux championnats d'Europe 2024 à Bâle